# العلاقات الهندية الدومينيكانية
العلاقات الهندية الدومينيكانية هي العلاقات الثنائية التي تجمع بين الهند وجمهورية الدومينيكان.

## مقارنة بين البلدين
هذه مقارنة عامة ومرجعية للدولتين:
| وجه المقارنة                                              | الهند                       | جمهورية الدومينيكان |
| --------------------------------------------------------- | --------------------------- | ------------------- |
| المساحة (كم2)                                             | 3.29 مليون                  | 48.67 ألف           |
| عدد السكان (نسمة)                                         | 1.35 مليار                  | 10.40 مليون         |
| الكثافة السكانية (ن./كم²)                                 | 410.33                      | 213.68              |
| العاصمة                                                   | نيودلهي                     | سانتو دومينغو       |
| اللغة الرسمية                                             | اللغة الهندية، لغة إنجليزية | اللغة الإسبانية     |
| العملة                                                    | روبية هندية                 | بيزو دومنيكاني      |
| الناتج المحلي الإجمالي (بليون دولار)                      | 2.60 تريليون                | 75.93 مليار         |
| الناتج المحلي الإجمالي (تعادل القوة الشرائية) بليون دولار | 8.00 تريليون                | 149.89 مليار        |
| الناتج المحلي الإجمالي الاسمي للفرد دولار أمريكي          | 1.60 ألف                    | 6.47 ألف            |
| الناتج المحلي الإجمالي للفرد دولار أمريكي                 | 5.70 ألف                    | 13.26 ألف           |
| مؤشر التنمية البشرية                                      | 0.609                       | 0.715               |
| رمز المكالمات الدولي                                      | +91                         | +1809، +1829، +1849 |
| رمز الإنترنت                                              | .in، .भारत ‏، .بھارت ‏،        | .do                 |
| المنطقة الزمنية                                           | ت ع م+05:30، توقيت الهند    | 00                  |

## منظمات دولية مشتركة
يشترك البلدان في عضوية مجموعة من المنظمات الدولية، منها:
| علم المنظمة | اسم المنظمة                        | تاريخ انضمام الهند | تاريخ انضمام جمهورية الدومينيكان |
| ----------- | ---------------------------------- | ------------------ | -------------------------------- |
|             | يونسكو                             | 4 نوفمبر 1946      | 4 نوفمبر 1946                    |
|             | مؤسسة التمويل الدولية              | 20 يوليو 1956      | 31 أكتوبر 1961                   |
|             | منظمة حظر الأسلحة الكيميائية       | ?                  | ?                                |
|             | مؤسسة التنمية الدولية              | 24 سبتمبر 1960     | 16 نوفمبر 1962                   |
|             | منظمة التجارة العالمية             | 1995               | ?                                |
|             | وكالة ضمان الاستثمار متعدد الأطراف | 6 يناير 1994       | 7 مارس 1997                      |
|             | الاتحاد البريدي العالمي            | ?                  | ?                                |
|             | منظمة الشرطة الجنائية الدولية      | ?                  | ?                                |
|             | الأمم المتحدة                      | 30 أكتوبر 1945     | 24 أكتوبر 1945                   |
|             | البنك الدولي للإنشاء والتعمير      | 27 ديسمبر 1945     | 18 سبتمبر 1961                   |
|             | المنظمة الهيدروغرافية الدولية      | ?                  | ?                                |

## وصلات خارجية
- موقع وزارة الخارجية الهندية